# كوثى
كوثى (بالسومرية كودوا، وتسمى حاليا بتل إبراهيم) كوثا هي مدينة سومرية قديمة تقع حاليا في محافظة بابل في العراق، تقع على الجانب الشرقي لنهر الفرات، تقع كوثا شمال مدينة نيبور وتبعد 25 ميل شمال شرق بابل. فكوثى مكان في سواد العراق في أرض بابل وهي يظن أنها مكان مولد نبي الله إبراهيم وكذلك ينسب إليها موضع إلقائه في النار. وقد فتح سعد ابن أبي وقاص كوثى بعد معركة القادسية.
هي اسم لمكان تاريخي آخر هو منزل بني عبد الدار في مكة المكرمة ومنه سميت مكة بهذا الاسم.

## التاريخ
حسب التناخ اليهودي، كوثا هي إحدى المدن التي تقع في بلاد ما بين النهرين (العراق) وأخضعها الملك الاشوري سرجون الثاني لحكم الآشوريين، وجاء ذكر كوثا في العهد القديم. كوثا هي عاصمة السومريين في العالم السفلي.
وقد ذكرت كوثى في التوراة مرتين، واشتهرت كوثى بكونها مركز عبادة إله العالم الأسفل المذكور بالتوراة (نرجال) وله معبد كبير.